# Cohors I Aurelia Classica
Die Cohors I Aurelia Classica (deutsch 1. Kohorte die Aurelische der Flottenangehörigen) war eine römische Auxiliareinheit. Sie ist durch ein Militärdiplom belegt.

## Namensbestandteile
- Aurelia: Die Ehrenbezeichnung bezieht sich auf Antoninus Pius, dessen Geburtsname Titus Aurelius Fulvus Boionius Arrius Antoninus war.

- Classica: Die Soldaten der Kohorte wurden bei Aufstellung der Einheit aus Angehörigen der Flotte (lat. classis) rekrutiert.

Da es keine Hinweise auf die Namenszusätze milliaria (1000 Mann) und equitata (teilberitten) gibt, ist davon auszugehen, dass es sich um eine reine Infanterie-Kohorte, eine Cohors (quingenaria) peditata, handelt. Die Sollstärke der Einheit lag daher bei 480 Mann, bestehend aus 6 Centurien mit jeweils 80 Mann.

## Geschichte
Die Kohorte war in der Provinz Arabia stationiert. Sie ist auf einem Militärdiplom für das Jahr 145 n. Chr. aufgeführt.
Die Einheit wurde durch Antoninus Pius (138–161) nach dem Bar-Kochba-Aufstand aufgestellt, wahrscheinlich im Zuge einer militärischen Neuorganisation der Provinz Arabia. Die Soldaten wurden vermutlich aus Angehörigen einer der Provinzialflotten rekrutiert, die bereits in Arabia stationiert waren.

## Standorte
Standorte der Kohorte sind nicht bekannt.

## Angehörige der Kohorte
Angehörige der Kohorte sind nicht bekannt.

## Weitere Kohorten mit der BezeichnungCohors I Classica
Es gab noch drei weitere Kohorten mit dieser Bezeichnung, siehe Cohors I Classica (Begriffsklärung).